# Trichodesma zeylanicum
Trichodesma zeylanicum är en strävbladig växtart som först beskrevs av Nicolaas Laurens Nicolaus Laurent Burman, och fick sitt nu gällande namn av Robert Brown. Trichodesma zeylanicum ingår i släktet Trichodesma och familjen strävbladiga växter.

## Underarter
Arten delas in i följande underarter:
- T. z. grandiflorum
- T. z. latisepalum
- T. z. sericeum

## Bildgalleri

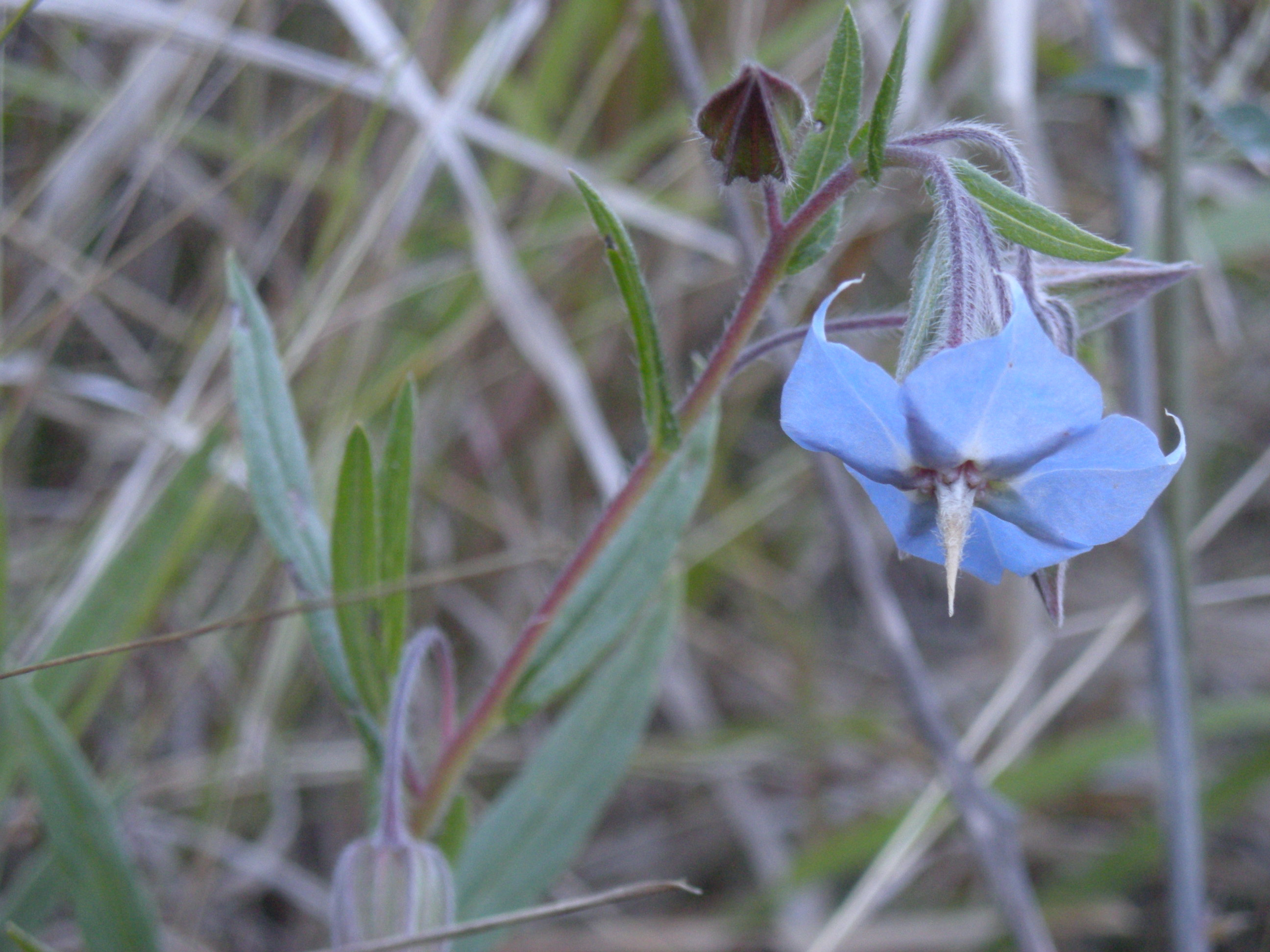